# Дегляціація
Дегляціація — процес звільнення суші і морських акваторій від покриву налягаючих і плавучих льодовиків.
Остання велика дегляціація, як вважають більшість дослідників, була пов'язана зі скороченням обсягу та площ пізньоплейстоценового зледеніння і відбувалася між 17 і 10 тисяч років тому.

## Механізми дегляціації
Залежно від будови підльодовикового ложа, механізми дегляціації можуть бути різними:
- Дегляціація може відбуватися фронтально, тобто йти шляхом поступового відступання країв активних льодовикових покривів і кінців гірських льодовиків.
- Дегляціація може бути ареальною і буде полягати у змертвінні великих частин льодовикових покривів або долинних льодовиків і їх загальному потоншенні (тобто — танення зверху, розпад на брилі мертвого льоду і таке інше).
- Дегляціація також може бути розсікаючою. При такому механізмі провідна роль належатиме спуску льоду в океан через крижані потоки (особливо, як підкреслює М. Г. Гросвальд, прискорюється при сьорджах& (англ. glacial surge)), розвитку бухт серед айсбергів, їх відступлення до верхів'їв підльодовикових жолобів і розчленування льодовикових покривів на «смуги» ізольованих залишкових льодовиків.

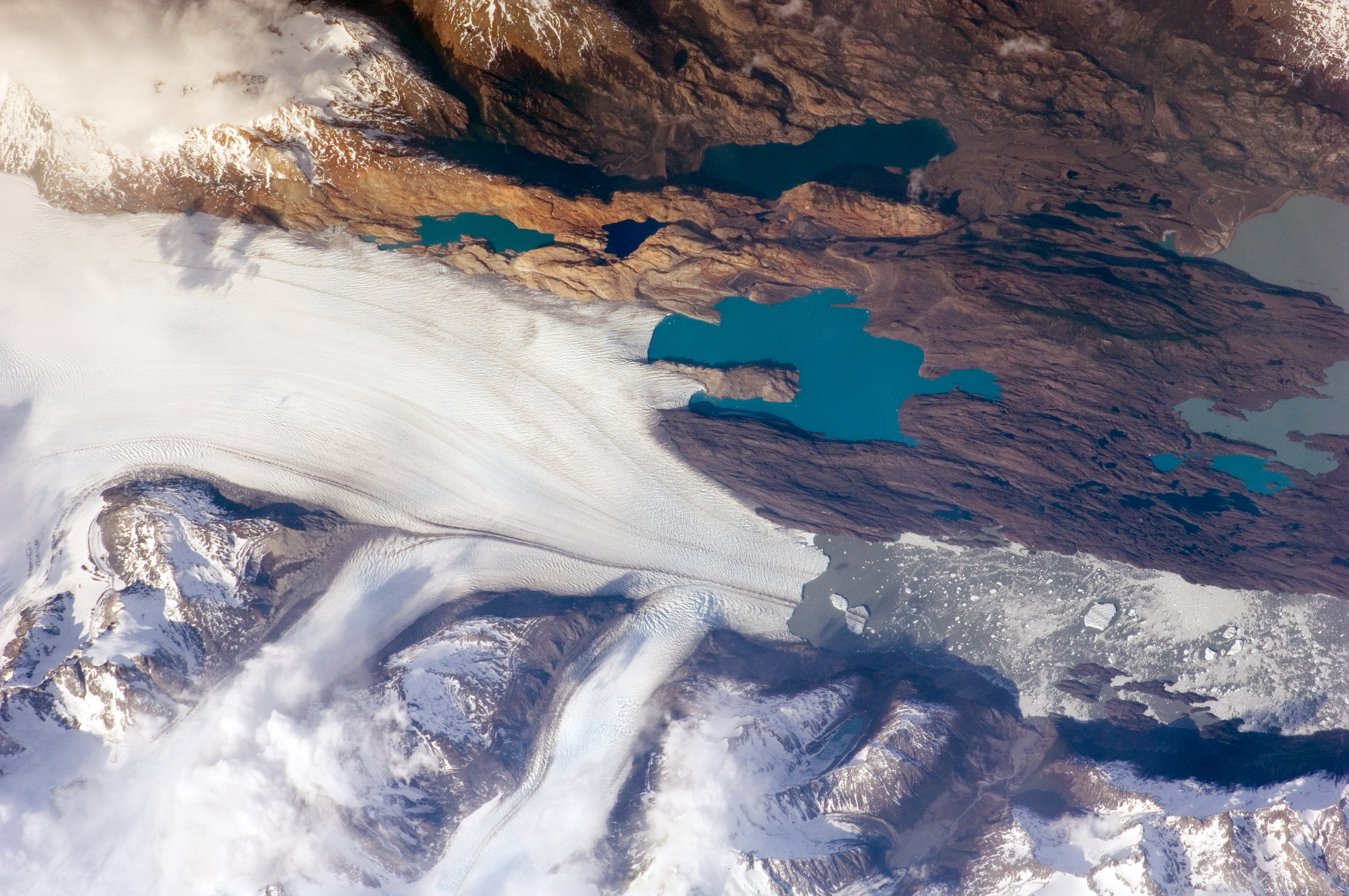
Столовий айсберг, що відколовся від шельфового льодовика Росса в Західній Антарктиді. Отелення айсбергів - головна стаття дегляціації покривних льодовиків. Січень 2001 року.
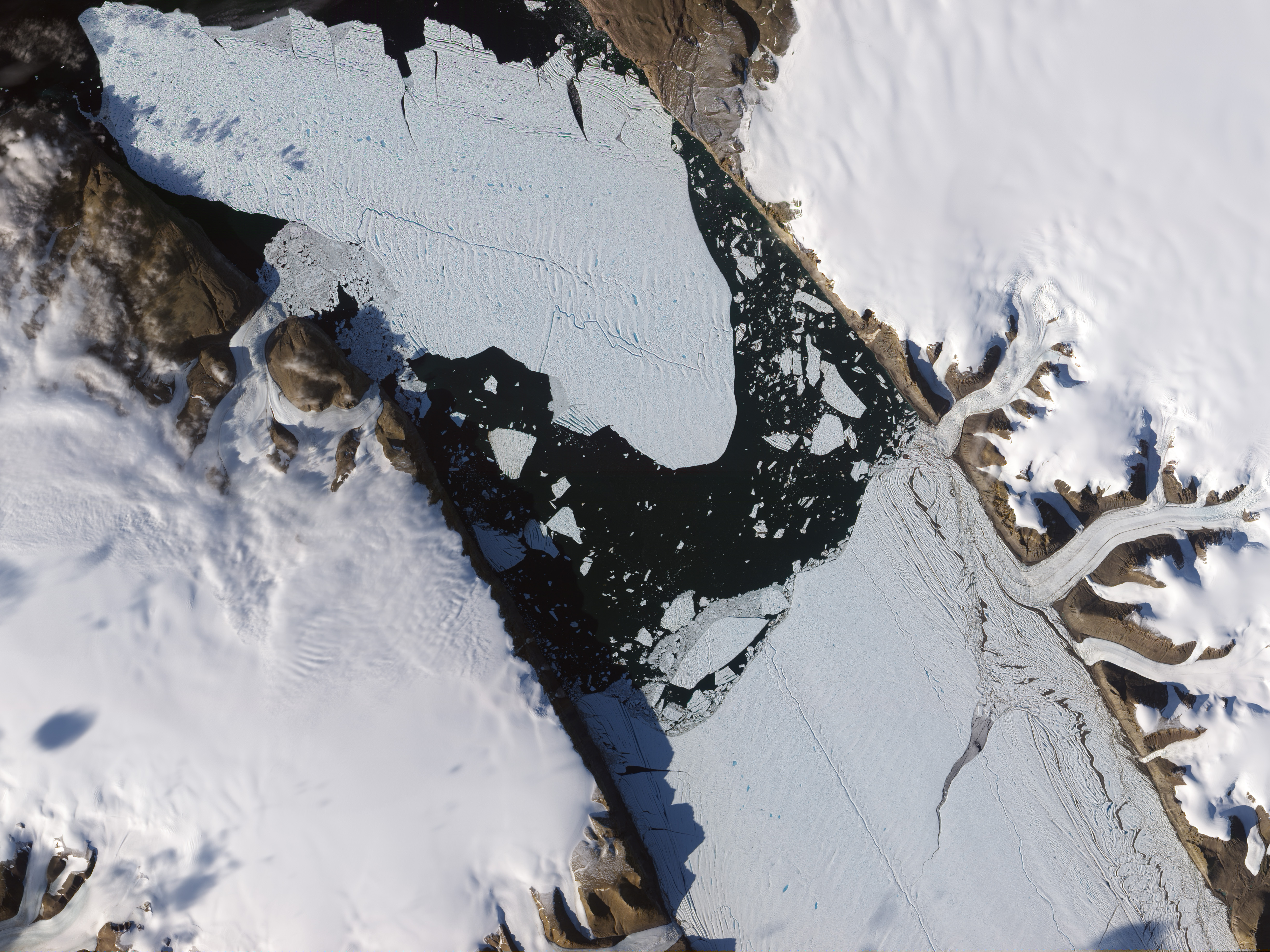
Процес дегляціації гірничо-долинних льодовиків через механізм айсбергового отелення. Крижаний острів, що відколовся від льодовика Петермана в північно-західній Гренландії, 5 серпня 2010 року
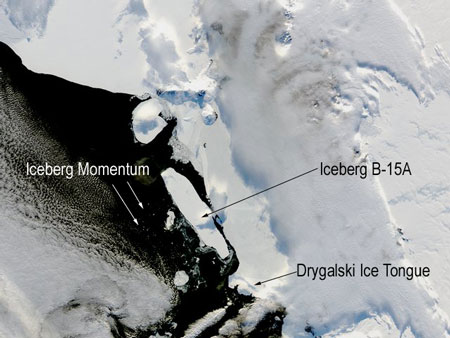
Фронтальна дегляціація західноантарктичного льодовикового покриву. Оголена перероблена зледенінням скельна прильодовикова поверхня.

Перший спосіб характерний як для рівнинних територій, так і для гірських країн. Ареальна дегляціація властива, головним чином, територіям, на яких суша чергується з внутрішніми морями, або для суші зі складною гірничо-долинною орографією (наприклад, Байкальський регіон (Байкальська рифтова зона) і взагалі — гори Південного Сибіру, для яких характерне поєднання високих гірських хребтів і глибоких міжгірських западин. Нарешті, третій тип дегляціації характерний для континентальних шельфів.
Загалом, у науковій літературі часто не робиться відмінностей між термінами «дегляціація» і «деградація зледеніння». У зміст останнього терміна також вкладається процес загального спаду і відмирання зледеніння при тривалому погіршенні гляціокліматичних умов. Такі ж явища мають місце і при деградації «морських» льодовиків, однак, як зауважує М. Г. Гросвальд, провідну роль в цьому процесі відіграють лінії перекриття крижаних потоків, їх сьорджі, спуск криги в океан, формування та відступ бухт отелення і т. д. Таким чином, обидва терміни можливо вважати синонімами.

## Льодовикові рельєфи
Деякі рельєфи, що можна спостерігати у сучасності, є результатом дії потужних ерозійних сил під час або одразу після дегляціації. Розподіл таких рельєфів допомагає зрозуміти гляціальну динаміку та геологічні періоди минулого. Дослідження відкритих рельєфів також може допомогти розумінню сучасності на найближчого майбутнього, оскільки льодовики по всьому світу відступають у поточному періоді кліматичних змін. В цілому, нещодавно дегляційовані рельєфи мають вбудовану нестабільність і вони мають тенденцію рухатись до рівноваги.
Окремими поширеними рельєфами, утвореними дегляціацією або наступними геоморфічними процесами після неї, є:
- Морена
- Ози
- Золль
- Ками
- Друмліни
- Термокарст
- Тунельна долина
- Моренне озеро
- підльодовиковий канал[en]